# Радослав Рочаллі

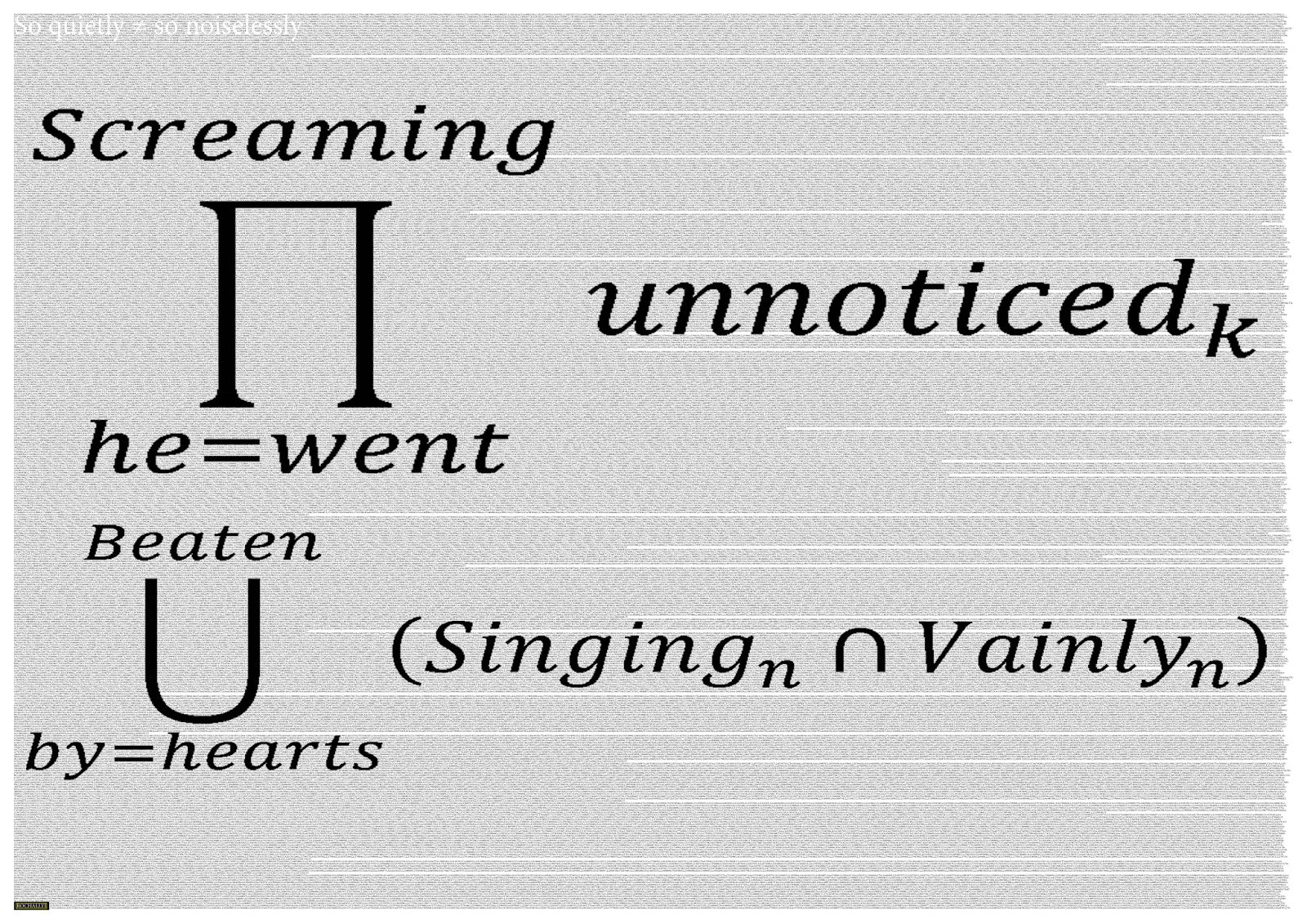
Sample of DNA Equation poetry, 2019, Poem заголовок: So quietly ≠ so noiselessly

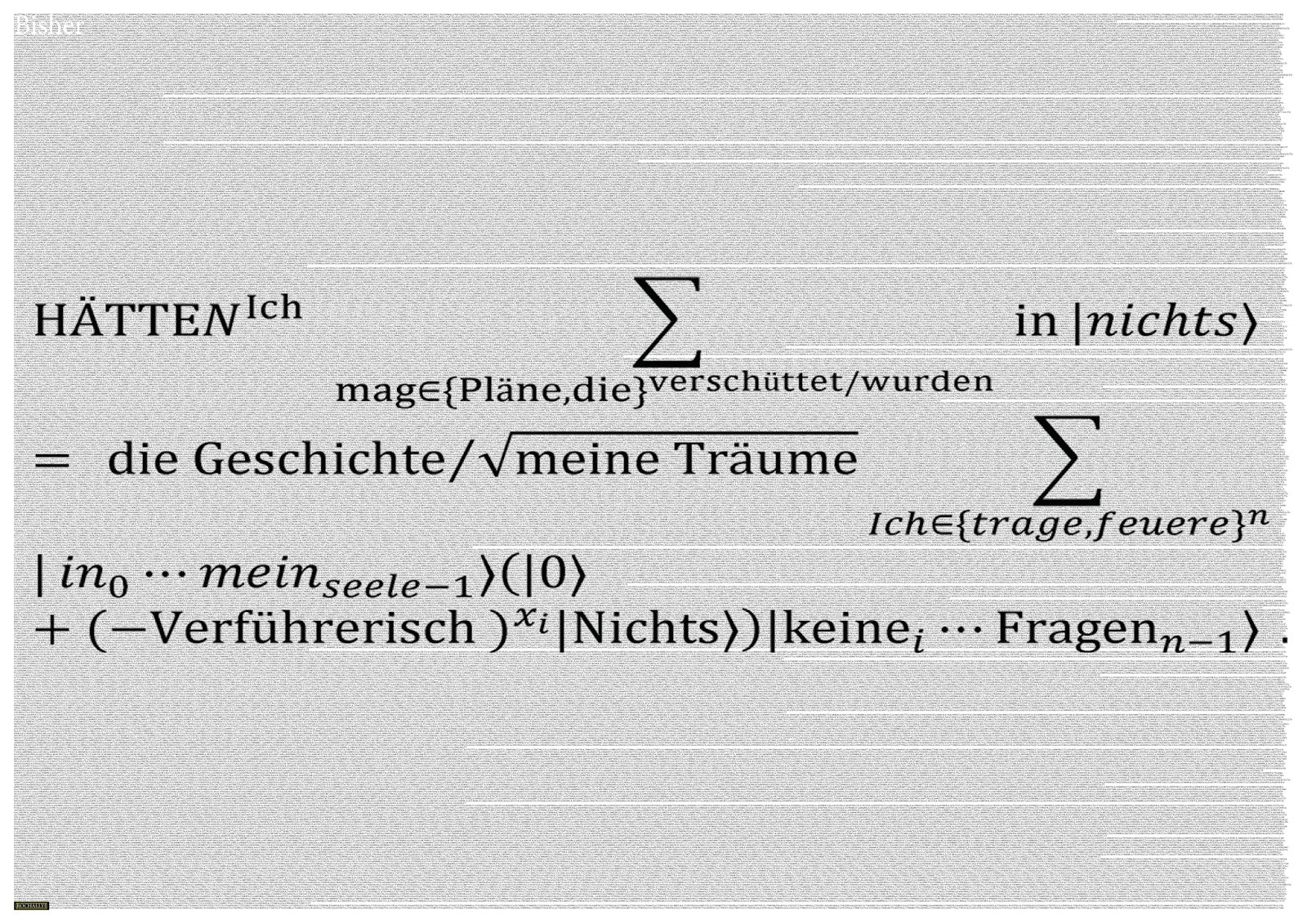
Sample of DNA Equation poetry, 2019, Poem заголовок: Bisher

Радослав Рочаллі (нар. 1 травня 1980 р., Бардіїв, Чехословаччина) — словацький філософ, письменник і поет.

## Біографія
Рочаллі народився в місті Бардіїв, розташованому в Пряшівському регіоні, який сьогодні входить до Словаччини. Автор закінчив Лондонську міжнародну аспірантуру за спеціальністю «Менеджмент» і має сертифікат з образотворчого мистецтва, який отримав в Інституті Пратта. Він також вивчав філософію та математику (лінійну алгебру). Він є членом Mensa  та Асоціації словацьких письменників. 

## Письменник
Рочаллі є автором одинадцяти книг. Пише словацькою, англійською та німецькою мовами. Він дебютував зі збіркою поезій `` Panoptikum: Haikai no renga (2004), написаною японським хайку.  Пише словацькою, англійською та Німецька. 
Поетична мова Рочаллі характеризується строгістю, мінімалізмом, спрямованістю та виразними інтроспективними стосунками з текстом.   На думку Яна Балаза, поезія Радослава Рочаллі характеризується використанням вільного вірша, що дає авторові необхідну свободу і безпосередність для збереження специфічного характеру свідчення без прикрас.  Поезія на основі золотого числа — "Поезія золотого співвідношення" — була привернута до широкої громадської уваги Р. Рочаллі 12 січня 2015 року. 
У 2018 році він виграв друге та третє місця у словацькому конкурсі «Читач цін 2018» Асоціацією словацьких письменників за поетичну збірку «Panoptikum» та за прозаїчну книгу «Лист до сина». 
За словами Марії Варга, книга Mythra Invictus з підзаголовком Доля людини — це філософський вірш, який вказує на те, що письменник повинен відірватися від землі, бути собою, максимально використати свій творчий потенціал людини, бути більше людина — бути новою людиною, майбутньою людиною.  Mythra Invictus отримала позитивний відгук. 
У колекції ДНК-полотна поезії він використовує математичні рівняння, щоб висловити свою поезію. 
Окрім його книги, поетичні рівняння друкувались і в антологіях.  та журнали. За словами Ленки Вребл, сприйняття Радослава Рочаллі не є ігровим, воно серйозне, безпосереднє та цілеспрямоване. У «Золотому божестві» він досягає свого піка експериментів з формами віршів та поезії в цілому. У цій збірці він намагався зв’язати поезію з Fi (φ) і, отже, числом 1,618034 у неграфічній формі та із золотим перетином у графічній формі. 
Він описав логіко-філософський аналіз моралі та влади у книзі ESSE. 

### Поезія, математика та філософія
Рочаллі має тісний зв'язок з математикою. У філософському есе Mythra Invictus  він писав: "Математика вимагає активного принципу, і саме в математичному розумінні світу ви можете наблизитися до досконалості". 
В інтерв’ю, яке він дав видавництву Guts, на запитання: "Який взаємозв’язок між поезією, математикою та філософією?" відповів наступне: "З моєї точки зору, кожен з них говорить про одне й те саме своєю мовою. Звичайно, математика не може говорити про онтологію чи метафізику. Так само як філософія не може говорити про ірраціональну раціональність, як може поезія". 
У статті під назвою: «Математика та експериментальна поезія» він описує свою математичну поезію як наочну математичну поезію, але також як структурну математичну поезію, яка є більш суворою і зосереджена головним чином на тексті. 

## Працює

### Поезія
- 2004 — Panoptikum: Haikai no renga. [словацькою мовою]. ISBN 978-1981294893.
- 2014 — Єхида. [словацькою мовою] 2014. 67 с. ISBN 978-1523354542.
- 2015 — Золоте Божество. [словацькою мовою] Брно: Tribun EU, 2015. 34 с. ISBN 978-80-263-0877-5.
- 2015 — Кров. [словацькою мовою] 2015 рік. 43 с. ISBN 978-80-972031-7-7.
- 2016 — Торвальден. [словацькою мовою] 2016. ISBN 978-1534848702.
- 2018 — Механіка повсякденного життя. [словацькою мовою] 2018. ISBN 978-80-8202-030-7.
- 2018 — Arété. [Словацькою мовою] 2018. ISBN 978-80-8202-041-3
- 2019 — ДНК: Leinwänden der Poesie [німецькою мовою] ISBN 978-8097350116
- 2019 — ДНК: Полотна поезії [англійською мовою] ISBN 978-8097350123
- 2020 — Пунш [англійською мовою] ISBN 978-8097373702
- 2021 — # mathaeata [англійською мовою] ISBN 9788097373719

### Проза
- 2017 — Лист для сина. Брно: Трибун ЄС, 2017. 98 с. ISBN 978-80-263-1195-9.
- 2019 — Mythra Invictus. Доля людини. Братислава: VSSS, 2019. 108 с. ISBN 9788082020857.
- 2020 — ESSE. Теореми про мораль і владу. Братислава: EOCN. 168 с. ISBN 978-80-9735-013-0.

### Переклади
- 2016 — Золоте Божество. [англійською]. 2016. 34 с. ISBN 978-1523223916.